# Hymenochirus boettgeri
Hymenochirus boettgeri es una especie de anfibio anuro de la familia Pipidae. 

## Distribución geográfica
Esta especie es endémica de África central. Habita:
- en el sureste de Nigeria;
- en el sur de Camerún;
- en el sur de la República Centroafricana;
- en el norte de la República Democrática del Congo;
- en Guinea Ecuatorial;
- en Gabón.[3]

## Etimología
Esta especie lleva el nombre en honor a Oskar Boettger.

## Publicaciones originales
- Tornier, 1896 : Reptilien, Amphibien in Möbius, K. (Ed.), Deutsch Ost-Afrika, vol. 3, Die Thierwelt Ost-Afrikas (Part 4). Dietrich Reimer, Berlín, p. 1-164.[4]
- Perret & Mertens, 1957 : Étude d'une collection herpétologique faite au Cameroun de 1952 à 1955. Bulletin de l'Institut français d'Afrique noire A, vol. 19, n.º 2, p. 548-601.